# فوينتينيوفا دي خاباغا
بلدية فوينتينيوفا دي خاباغا (بالإسبانية: Fuentenava de Jábaga)‏، هي إحدى بلديات مقاطعة قونكة إحدى مقاطعات إسبانيا، و التي تقع في منطقة قشتالة لا منتشا وسط البلاد, و المائلة لجهة الشرق من إسبانيا.
يبلغ عدد سكانها 522 نسمة وفقاً لإحصائية سنة (2007).